# Slavshtitsa
Slavshtitsa là một thị trấn thuộc Ugarchin Municipality, tỉnh Lovech, Tây bắc Bulgaria.